# Solaster notophrynus
Solaster notophrynus är en sjöstjärneart som beskrevs av Paul O. Downey 1971. Solaster notophrynus ingår i släktet Solaster och familjen solsjöstjärnor. Inga underarter finns listade i Catalogue of Life.